# Dell
Dell Inc. là một công ty công nghệ có trụ sở tại Hoa Kỳ. Công ty phát triển, bán hàng, sửa chữa và hỗ trợ máy tính và các sản phẩm và dịch vụ liên quan. Dell thuộc sở hữu của công ty mẹ Dell Technologies.
Dell bán các sản phẩm như máy tính cá nhân (PC), máy chủ, thiết bị lưu trữ dữ liệu, bộ chuyển mạng, phần mềm máy tính, thiết bị ngoại vi máy tính, HDTV, máy ảnh, máy in và điện tử được sản xuất bởi các nhà sản xuất khác. Công ty nổi tiếng với cách quản lý chuỗi cung ứng và thương mại điện tử của mình. Điều này bao gồm việc Dell bán trực tiếp cho khách hàng và cung cấp các sản phẩm máy tính mà khách hàng mong muốn. Đến năm 2009, Dell là một nhà cung cấp phần cứng thuần túy cho đến khi mua lại Perot Systems. Kể từ đó, Dell đã mở rộng vào thị trường dịch vụ công nghệ thông tin. Công ty đã mở rộng các hệ thống lưu trữ và mạng. Hiện nay, Dell không chỉ cung cấp máy tính mà còn cung cấp một loạt công nghệ cho khách hàng doanh nghiệp.
Dell là một công ty niêm yết công khai (Nasdaq: DELL), cũng như là thành phần của chỉ số NASDAQ-100 và S&P 500. Đến tháng 1 năm 2021, Dell là nhà cung cấp máy tính cá nhân lớn thứ ba. Trong danh sách Fortune 500 năm 2022, Dell đứng thứ 31, tăng từ vị trí 76 vào năm 2021. Nó cũng là công ty lớn thứ sáu ở Texas về doanh thu tổng theo tạp chí Fortune. Nó là công ty lớn thứ hai không liên quan đến dầu mỏ ở Texas.
Năm 2015, Dell mua lại công ty công nghệ doanh nghiệp EMC Corporation. Dell và EMC trở thành các phân nhánh của Dell Technologies. Dell EMC bán các sản phẩm lưu trữ dữ liệu, bảo mật thông tin, ảo hóa, phân tích và điện toán đám mây.

## Lịch sử

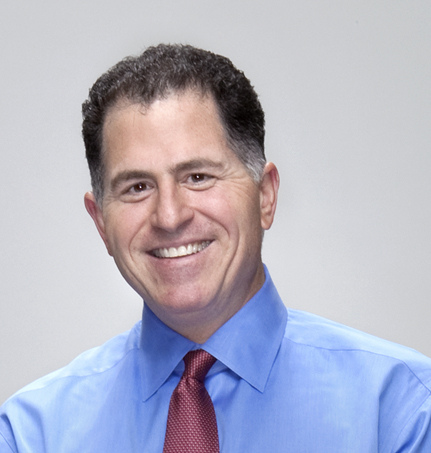
Michael Dell (người sáng lập)

### Thành lập và khởi nghiệp
Michael Dell thành lập Dell Computer Corporation, kinh doanh dưới tên gọi PC's Limited vào năm 1984 khi ông là sinh viên tại Đại học Texas tại Austin, hoạt động từ phòng ngủ ngoài ký túc xá của Michael Dell tại Dobie Center. Mục tiêu của công ty khởi nghiệp là bán các máy tính tương thích với IBM PC được lắp ráp từ các linh kiện có sẵn. Michael Dell bắt đầu kinh doanh với niềm tin rằng, bằng cách bán trực tiếp các hệ thống máy tính cá nhân cho khách hàng, PC's Limited có thể hiểu rõ nhu cầu của khách hàng và cung cấp các giải pháp máy tính hiệu quả nhất để đáp ứng nhu cầu đó. Michael Dell bỏ học đại học sau khi hoàn thành năm học đầu tiên tại Đại học Texas để tập trung toàn thời gian vào doanh nghiệp mới thành lập, sau khi nhận được khoảng 1.000 đô la từ gia đình để mở rộng kinh doanh. Đến tháng 4 năm 2021, giá trị tài sản ròng của Michael Dell được ước tính vượt qua 50 tỷ đô la.

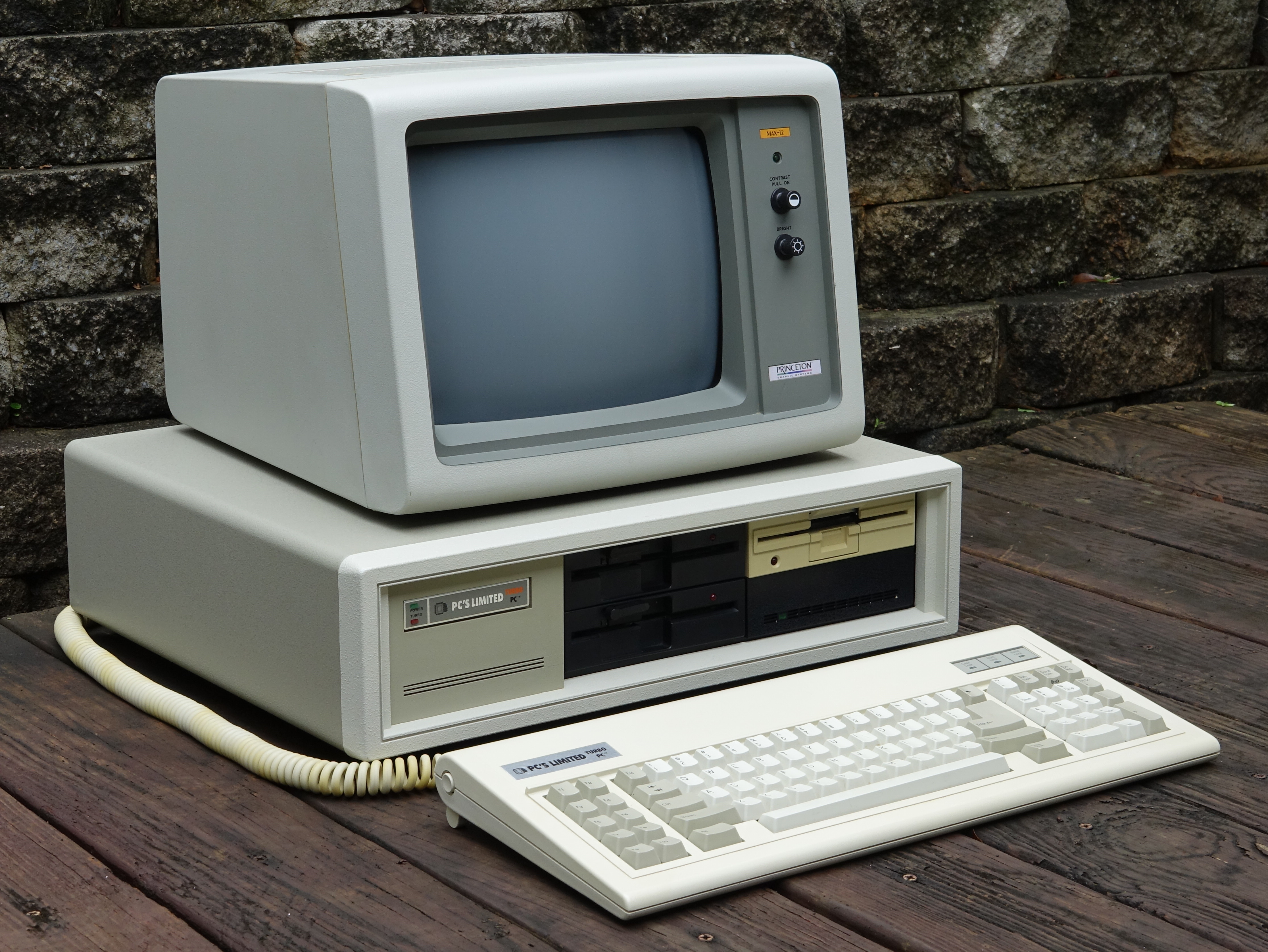
Máy tính PC's Limited Turbo PC, khoảng năm 1985

 Vào năm 1985, công ty sản xuất ra máy tính đầu tiên theo thiết kế riêng của mình, được gọi là "Turbo PC", được bán với giá 795 đô la Mỹ và được trang bị bộ xử lý tương thích Intel 8088 có khả năng chạy ở tốc độ tối đa 8 MHz. PC's Limited quảng cáo hệ thống này trên các tạp chí máy tính quốc gia để bán trực tiếp cho người tiêu dùng, và lắp ráp từng đơn đặt hàng theo lựa chọn các tùy chọn. Điều này giúp mua hàng với giá thấp hơn so với các thương hiệu bán lẻ, nhưng lại tiện lợi hơn việc tự lắp ráp các linh kiện. PC's Limited không phải là công ty đầu tiên sử dụng mô hình kinh doanh này, nhưng họ trở thành một trong những công ty đầu tiên thành công với nó. Trong năm đầu tiên hoạt động, công ty đã thu về hơn 73 triệu đô la.
Năm 1987, công ty bỏ tên PC's Limited để trở thành Dell Computer Corporation và bắt đầu mở rộng quốc tế. Lý do là tên mới này phản ánh tốt hơn sự hiện diện của công ty trên thị trường doanh nghiệp, và cũng giải quyết vấn đề việc sử dụng "Limited" trong tên công ty ở một số quốc gia. Công ty thành lập các hoạt động quốc tế đầu tiên tại Anh; sau đó, trong vòng bốn năm, còn 11 hoạt động quốc tế khác được mở rộng. Vào tháng 6 năm 1988, vốn hóa thị trường của Dell Computer tăng thêm 30 triệu đô la lên 80 triệu đô la từ đợt chào bán công khai đầu tiên vào ngày 22 tháng 6 với 3,5 triệu cổ phiếu được bán với giá 8,5 đô la mỗi cổ phiếu. Năm 1989, Dell Computer thành lập các chương trình dịch vụ tại chỗ đầu tiên để bù đắp cho việc thiếu các nhà bán lẻ địa phương sẵn lòng làm trung tâm dịch vụ.

### Sự phát triển trong những năm 1990 và đầu những năm 2000
Năm 1990, Dell Computer thử bán sản phẩm của mình thông qua các câu lạc bộ kho hàng và siêu thị máy tính, nhưng không gặp nhiều thành công, và công ty tập trung lại vào mô hình bán hàng trực tiếp cho người tiêu dùng thành công hơn. Năm 1992, tạp chí Fortune xếp Dell Computer Corporation vào danh sách 500 công ty lớn nhất thế giới, khiến Michael Dell trở thành CEO trẻ tuổi nhất của một công ty Fortune 500 tại thời điểm đó.
Năm 1993, để bổ sung kênh bán hàng trực tiếp của mình, Dell đã lên kế hoạch bán máy tính cá nhân tại các cửa hàng bán lẻ lớn như Wal-Mart, điều này sẽ mang lại thêm 125 triệu đô la doanh thu hàng năm. Bain tư vấn viên Kevin Rollins đã thuyết phục Michael Dell rút lui khỏi các thỏa thuận này, vì tin rằng chúng sẽ là những khoản lỗ trong dài hạn. Lợi nhuận tại các cửa hàng bán lẻ rất mỏng và Dell rời khỏi kênh bán hàng qua đại lý vào năm 1994. Rollins sớm gia nhập Dell toàn thời gian và sau đó trở thành tổng giám đốc điều hành của công ty.
Ban đầu, Dell không nhấn mạnh thị trường tiêu dùng, do chi phí cao và lợi nhuận thấp khi bán cho cá nhân và hộ gia đình; điều này thay đổi khi trang web của công ty phát triển mạnh vào năm 1996 và 1997. Trong khi giá bán trung bình của ngành công nghiệp dành cho cá nhân đang giảm, giá bán của Dell lại tăng lên, vì những người mua máy tính lần thứ hai và thứ ba, muốn có máy tính mạnh mẽ với nhiều tính năng và không cần nhiều hỗ trợ kỹ thuật, đã chọn Dell. Dell tìm thấy một cơ hội trong số những người sành về máy tính cá nhân, thích sự tiện lợi của việc mua hàng trực tiếp, tùy chỉnh máy tính của họ theo ý muốn và có nó được giao trong vài ngày. Vào đầu năm 1997, Dell thành lập một nhóm bán hàng và tiếp thị nội bộ dành riêng cho thị trường gia đình và giới thiệu một dòng sản phẩm được thiết kế đặc biệt cho người dùng cá nhân.
Từ năm 1997 đến 2004, Dell liên tục phát triển và chiếm thị phần từ các đối thủ ngay cả trong thời kỳ suy thoái của ngành công nghiệp. Trong cùng giai đoạn này, các nhà sản xuất máy tính cá nhân đối thủ như Compaq, Gateway, IBM, Packard Bell và AST Research gặp khó khăn và cuối cùng rời khỏi thị trường hoặc bị mua lại. Năm 1999, Dell vượt qua Compaq để trở thành nhà sản xuất máy tính cá nhân lớn nhất. Chi phí hoạt động chỉ chiếm 10% tổng doanh thu 35 tỷ đô la của Dell vào năm 2002, so với 21% doanh thu của Hewlett-Packard, 25% của Gateway và 46% của Cisco. Năm 2002, khi Compaq sáp nhập với Hewlett-Packard (nhà sản xuất máy tính cá nhân xếp thứ tư), Hewlett-Packard mới hợp nhất nhanh chóng chiếm vị trí hàng đầu nhưng gặp khó khăn và Dell sớm lấy lại vị trí dẫn đầu. Dell phát triển nhanh nhất vào đầu những năm 2000.
Năm 2002, Dell mở rộng danh mục sản phẩm của mình để bao gồm các sản phẩm như truyền hình, thiết bị cầm tay, máy nghe nhạc kỹ thuật số và máy in.
Năm 2003, tại cuộc họp thường niên của công ty, các cổ đông đã thông qua việc đổi tên công ty thành "Dell Inc." để nhận ra sự mở rộng của công ty vượt ra khỏi lĩnh vực máy tính.
Năm 2004, công ty thông báo rằng họ sẽ xây dựng một nhà máy lắp ráp mới gần Winston-Salem, Bắc Carolina; thành phố và quận đã cung cấp cho Dell khoản hỗ trợ trị giá 37,2 triệu đô la; tiểu bang cung cấp khoảng 250 triệu đô la hỗ trợ và miễn thuế. Vào tháng 7, Michael Dell rời vị trí giám đốc điều hành trong khi vẫn giữ chức vụ Chủ tịch Hội đồng quản trị. Kevin Rollins, người từng giữ nhiều vị trí lãnh đạo tại Dell, trở thành CEO mới. Mặc dù không còn giữ chức CEO, Dell vẫn hoạt động như một đồng CEO thực tế với Rollins.
Dưới sự lãnh đạo của Rollins, Dell đã mua lại nhà sản xuất phần cứng máy tính Alienware vào năm 2006. Kế hoạch của Dell Inc. dự kiến Alienware sẽ tiếp tục hoạt động độc lập dưới sự quản lý hiện tại. Alienware mong đợi sẽ được hưởng lợi từ hệ thống sản xuất hiệu quả của Dell.

### Các sự kiện quan trọng
Năm 2005, trong khi doanh thu và lợi nhuận vẫn tiếp tục tăng, tuy nhiên tốc độ tăng trưởng doanh số đã giảm đáng kể, và cổ phiếu của công ty đã mất 25% giá trị trong năm đó. Đến tháng 6 năm 2006, cổ phiếu giao dịch ở mức khoảng 25 đô la Mỹ, giảm 40% so với tháng 7 năm 2005 - điểm cao nhất của công ty trong thời kỳ sau dot-com. Đến tháng 6 năm 2021, cổ phiếu đã đạt mức cao kỷ lục trên 100 đô la Mỹ mỗi cổ phiếu, phản ánh sự thành công của công ty trong việc chuyển đổi thành nhà cung cấp giải pháp công nghệ hỗ trợ khách hàng vượt qua quá trình chuyển đổi kỹ thuật số.
Tình trạng giảm tốc độ tăng trưởng doanh số đã được cho là do thị trường máy tính cá nhân đã trưởng thành, chiếm 66% doanh số của Dell, và các nhà phân tích đề xuất rằng Dell cần tiến vào các lĩnh vực kinh doanh không phải là máy tính như lưu trữ, dịch vụ và máy chủ. Lợi thế về giá của Dell liên quan đến quy trình sản xuất siêu gọn cho máy tính để bàn, nhưng điều này trở nên ít quan trọng hơn khi việc tiết kiệm trở nên khó khăn hơn trong chuỗi cung ứng của công ty, và khi các đối thủ như Hewlett-Packard và Acer đã nâng cao hiệu quả sản xuất máy tính để bàn của mình để cạnh tranh với Dell, làm suy yếu sự khác biệt về giá truyền thống của Dell. Trên toàn ngành công nghiệp máy tính cá nhân, sự giảm giá cùng với sự tăng cường hiệu suất đã khiến Dell có ít cơ hội để bán thêm cho khách hàng của mình. Kết quả là, công ty bán ra một tỷ lệ máy tính giá rẻ hơn so với trước đây, làm suy giảm biên lợi nhuận. Phân khúc máy tính xách tay đã trở thành phân khúc tăng trưởng nhanh nhất của thị trường máy tính cá nhân, nhưng Dell sản xuất các máy tính xách tay giá rẻ tại Trung Quốc như các nhà sản xuất máy tính khác, điều này đã loại bỏ lợi thế về chi phí sản xuất của Dell, cộng thêm việc Dell phụ thuộc vào bán hàng trực tuyến đã khiến công ty bỏ lỡ việc tăng doanh số bán máy tính xách tay trong các cửa hàng bán lẻ lớn. CNET đã chỉ ra rằng Dell đang bị mắc kẹt trong quá trình thương mại hóa ngày càng tăng của máy tính có khối lượng lớn và lợi nhuận thấp, điều này đã ngăn cản công ty cung cấp các thiết bị thú vị hơn mà người tiêu dùng yêu cầu.
Mặc dù có kế hoạch mở rộng sang các khu vực và phân khúc sản phẩm toàn cầu khác, Dell vẫn phụ thuộc nặng vào thị trường máy tính cá nhân của Mỹ, vì máy tính để bàn bán cho cả khách hàng doanh nghiệp và tổ chức chiếm 32% doanh thu của công ty, 85% doanh thu đến từ doanh nghiệp, và 64% doanh thu đến từ Bắc và Nam Mỹ, theo kết quả quý 3 năm 2006 của công ty. Việc vận chuyển máy tính để bàn tại Mỹ đang giảm, và thị trường máy tính để bàn của doanh nghiệp, mua máy tính theo chu kỳ nâng cấp, đã quyết định tạm dừng mua hệ thống mới. Chu kỳ cuối cùng bắt đầu vào khoảng năm 2002, ba năm sau khi các công ty bắt đầu mua máy tính trước các vấn đề Y2K được cho là có, và không dự kiến khách hàng doanh nghiệp nâng cấp lại cho đến khi thử nghiệm kỹ lưỡng của hệ điều hành Windows Vista của Microsoft (dự kiến vào đầu năm 2007), khiến chu kỳ nâng cấp tiếp theo diễn ra vào khoảng năm 2008. Rất phụ thuộc vào máy tính để bàn, Dell đã phải giảm giá để tăng doanh số bán hàng, trong khi đòi hỏi giảm giá sâu từ các nhà cung cấp.
Dell đã lâu dựa vào mô hình bán hàng trực tiếp của mình. Trong những năm gần đây, người tiêu dùng đã trở thành những người thúc đẩy chính của doanh số bán máy tính cá nhân, nhưng đã có sự suy giảm trong việc người tiêu dùng mua máy tính qua mạng hoặc qua điện thoại, khi số lượng người tới các cửa hàng bán lẻ điện tử tiêu dùng để thử các thiết bị trước đã tăng lên. Các đối thủ của Dell trong ngành công nghiệp máy tính cá nhân như HP, Gateway và Acer, đã có mặt trong lĩnh vực bán lẻ từ lâu nên đã sẵn sàng để tận dụng sự chuyển đổi của người tiêu dùng. Việc thiếu mặt hàng bán lẻ đã làm trì hoãn những nỗ lực của Dell trong việc cung cấp sản phẩm điện tử tiêu dùng như TV màn hình phẳng và máy nghe nhạc MP3. Dell đã đáp lại bằng cách thử nghiệm các gian hàng trong trung tâm mua sắm và cửa hàng hỗn hợp ở Texas và New York.
Dell có danh tiếng là một công ty dựa vào hiệu quả chuỗi cung ứng để bán các công nghệ đã được thẩm định với giá thấp, thay vì là một nhà đổi mới. Đến giữa những năm 2000, nhiều nhà phân tích đang tìm kiếm các công ty đổi mới là nguồn tăng trưởng tiếp theo trong ngành công nghệ. Việc Dell chi tiêu ít cho R&D so với doanh thu (so với IBM, Hewlett-Packard, và Apple Inc.) - điều này đã hoạt động tốt trong thị trường máy tính cá nhân - đã ngăn cản Dell tiến vào các phân khúc có lợi nhuận cao hơn, chẳng hạn như máy nghe nhạc MP3 và sau này là các thiết bị di động. Việc tăng chi tiêu cho R&D sẽ ảnh hưởng đến biên lợi nhuận mà công ty nhấn mạnh. Dell đã làm tốt với một tổ chức theo chiều ngang tập trung vào máy tính để bàn khi ngành công nghiệp máy tính chuyển sang các lớp đa dạng theo ngang trong những năm 1980, nhưng đến giữa những năm 2000, ngành công nghiệp đã chuyển sang các cấu trúc tích hợp theo chiều dọc để cung cấp một sản phẩm CNTT toàn diện, và Dell đã đứng sau rất xa so với các đối thủ như Hewlett-Packard và Oracle.
Dell đã có tiếng xấu về dịch vụ khách hàng kém chất lượng, điều này càng trở nên nghiêm trọng khi họ chuyển các trung tâm dịch vụ khách hàng sang nước ngoài và khi sự tăng trưởng của họ vượt quá cơ sở hạ tầng hỗ trợ kỹ thuật. Mô hình ban đầu của Dell được biết đến với mức độ hài lòng khách hàng cao khi máy tính được bán với giá hàng nghìn đô la, nhưng đến những năm 2000, công ty không thể giải thích được mức độ dịch vụ đó khi các máy tính trong cùng dòng sản phẩm được bán với giá hàng trăm đô la. Rollins đã đáp lại bằng cách chuyển Dick Hunter từ vị trí trưởng nhóm sản xuất sang vị trí trưởng dịch vụ khách hàng. Hunter, nhận thấy rằng văn hóa tiết kiệm chi phí của Dell đã "trở thành trở ngại," nhằm giảm thời gian chuyển cuộc gọi và đảm bảo nhân viên trung tâm dịch vụ khách hàng giải quyết các yêu cầu trong một cuộc gọi. Đến năm 2006, Dell đã chi tiêu 100 triệu đô la chỉ trong vài tháng để cải thiện điều này và triển khai DellConnect để trả lời nhanh hơn các yêu cầu từ khách hàng. Vào tháng 7 năm 2006, công ty bắt đầu blog Direct2Dell của mình, và sau đó vào tháng 2 năm 2007, Michael Dell ra mắt IdeaStorm.com, yêu cầu ý kiến từ khách hàng bao gồm việc bán máy tính chạy Linux và giảm bớt các phần mềm quảng cáo trên máy tính. Các sáng kiến này đã giảm số lượng bài đăng tiêu cực trên blog từ 49% xuống còn 22%, và giảm bớt sự "Dell Hell" trên các công cụ tìm kiếm trên Internet.
Cũng có những chỉ trích cho rằng Dell đã sử dụng các thành phần lỗi cho các máy tính của mình, đặc biệt là 11,8 triệu máy tính để bàn OptiPlex bị lỗi được bán cho các doanh nghiệp và chính phủ từ tháng 5 năm 2003 đến tháng 7 năm 2005 gặp vấn đề với các tụ điện lỗi. Trong tháng 8 năm 2006, việc thu hồi pin do một chiếc laptop Dell bắt lửa đã gây sự chú ý tiêu cực cho công ty, mặc dù sau đó, Sony đã được xác định là người chịu trách nhiệm về việc sản xuất các loại pin, tuy nhiên một người phát ngôn của Sony nói rằng vấn đề liên quan đến sự kết hợp giữa pin và bộ sạc, điều này chỉ đặc thù cho Dell.
Năm 2006 đánh dấu năm đầu tiên mà tốc độ tăng trưởng của Dell chậm hơn toàn ngành công nghiệp máy tính. Đến quý IV năm 2006, Dell đã mất vị trí nhà sản xuất máy tính cá nhân lớn nhất cho Hewlett Packard, nhờ Nhóm Hệ thống Cá nhân của họ được củng cố nhờ một quá trình cải tổ do CEO Mark Hurd tiến hành.

#### Cuộc điều tra của SEC
Vào tháng 8 năm 2005, Dell trở thành đối tượng của một cuộc điều tra không chính thức của Ủy ban Chứng khoán và Giao dịch Hoa Kỳ (SEC). Năm 2006, công ty tiết lộ rằng Công tố viên Hoa Kỳ cho Quận Nam New York đã yêu cầu tài liệu liên quan đến báo cáo tài chính của công ty từ năm 2002 trở lại. Công ty đã trì hoãn việc nộp báo cáo tài chính cho quý III và quý IV của năm 2006, và một số vụ kiện đòi bồi thường tập thể đã được khởi kiện. Việc không nộp báo cáo thu nhập quý có thể khiến công ty bị xóa tên khỏi NASDAQ, nhưng sàn giao dịch đã cho Dell một khoản miễn trừ, cho phép cổ phiếu được giao dịch bình thường. Vào tháng 8 năm 2007, công ty thông báo rằng nó sẽ điều chỉnh lại kết quả kinh doanh cho các năm tài chính từ 2003 đến 2006 và quý đầu tiên của năm 2007 sau khi kiểm toán nội bộ phát hiện rằng một số nhân viên đã thay đổi số dư tài khoản doanh nghiệp để đạt các mục tiêu tài chính quý. Vào tháng 7 năm 2010, SEC thông báo buộc tội một số cán bộ cấp cao của Dell, bao gồm Chủ tịch và CEO Michael Dell, cựu CEO Kevin Rollins và cựu CFO James Schneider, "vì không tiết lộ thông tin quan trọng cho nhà đầu tư và sử dụng kế toán gian lận để làm cho dường như công ty liên tục đạt được mục tiêu lợi nhuận của Wall Street và giảm chi phí hoạt động của mình." Dell, Inc. bị phạt 100 triệu đô la, và Michael Dell bị phạt cá nhân 4 triệu đô la.

#### Michael Dell trở lại vị trí CEO
Sau khi bốn trong số năm báo cáo thu nhập quý không đạt kỳ vọng, Rollins từ chức vào ngày 31 tháng 1 năm 2007, và người sáng lập Michael Dell trở lại vị trí CEO.
Vào ngày 1 tháng 3 năm 2007, công ty đã công bố báo cáo thu nhập quý dự kiến với doanh số gộp là 14,4 tỷ đô la, giảm 5% so với cùng kỳ năm trước, và lợi nhuận ròng là 687 triệu đô la (30 cent mỗi cổ phiếu), giảm 33%. Lợi nhuận ròng sẽ giảm nhiều hơn nếu không có tác động từ việc loại bỏ tiền thưởng nhân viên, chiếm 6 cent mỗi cổ phiếu. NASDAQ kéo dài thời hạn nộp báo cáo tài chính cho công ty đến ngày 4 tháng 5.

### Dell 2.0 và cắt giảm quy mô
Dell thông báo một chiến dịch thay đổi được gọi là "Dell 2.0," giảm số lượng nhân viên và đa dạng hóa các sản phẩm của công ty. Trong khi là chủ tịch hội đồng quản trị sau khi từ chức CEO, Michael Dell vẫn có sự đóng góp quan trọng trong công ty trong thời gian Rollins làm CEO. Với sự trở lại của Michael Dell làm CEO, công ty đã thấy những thay đổi trong hoạt động, sự ra đi của nhiều phó chủ tịch cấp cao và đưa nhân sự mới từ bên ngoài công ty. Michael Dell công bố một số sáng kiến và kế hoạch (thuộc chiến dịch "Dell 2.0") nhằm cải thiện hiệu suất tài chính của công ty. Các biện pháp bao gồm loại bỏ tiền thưởng năm 2006 cho nhân viên và một số phần thưởng tùy ý, giảm số lượng quản lý báo cáo trực tiếp cho Michael Dell từ 20 xuống 12, và giảm "quá trình hành chính". Jim Schneider nghỉ hưu khỏi vị trí CFO và được thay thế bởi Donald Carty, khi công ty đang bị điều tra bởi SEC về các phương pháp kế toán của mình.
Vào ngày 23 tháng 4 năm 2008, Dell thông báo đóng cửa một trong những trung tâm điện thoại lớn nhất tại Canada, ở Kanata, Ontario, chấm dứt hợp đồng làm việc của khoảng 1100 nhân viên, trong đó có 500 người bị sa thải ngay lập tức, và việc đóng cửa chính thức của trung tâm được lên lịch cho mùa hè. Trung tâm điện thoại này đã mở cửa vào năm 2006 sau khi thành phố Ottawa giành được hợp đồng để đón chào nó. Chưa đầy một năm sau đó, Dell đã lên kế hoạch tăng gấp đôi lực lượng lao động lên gần 3.000 nhân viên và xây dựng một tòa nhà mới. Nhưng các kế hoạch này đã bị đảo ngược, do đồng đôla Canada mạnh làm cho nhân viên ở Ottawa tương đối đắt đỏ, và cũng là một phần của quá trình cải tổ của Dell, bao gồm việc di chuyển các công việc trung tâm điện thoại này ra nước ngoài để cắt giảm chi phí.
 
Công ty cũng đã thông báo đóng cửa văn phòng tại Edmonton, Alberta, khiến 900 người mất việc. Tổng cộng, Dell đã thông báo kết thúc khoảng 8.800 việc làm trong giai đoạn 2007-2008 - tương đương 10% lực lượng lao động của họ.
Vào cuối những năm 2000, phương pháp "đặt hàng theo yêu cầu" của Dell - cung cấp các máy tính cá nhân được cấu hình theo yêu cầu của khách hàng từ các cơ sở sản xuất của họ tại Mỹ - không còn hiệu quả hoặc cạnh tranh với các nhà sản xuất hợp đồng ở châu Á sản xuất hàng loạt PC giá rẻ và mạnh mẽ. Dell đã đóng các nhà máy sản xuất máy tính để bàn cho thị trường Bắc Mỹ, bao gồm Trung tâm sản xuất Mort Topfer ở Austin, Texas (vị trí ban đầu) và Lebanon, Tennessee (mở vào năm 1999) vào năm 2008 và đầu năm 2009. Nhà máy sản xuất máy tính để bàn ở Winston-Salem, North Carolina, nhận được 280 triệu đô la từ chính phủ bang và được khai trương vào năm 2005, nhưng đã ngừng hoạt động vào tháng 11 năm 2010. Hợp đồng của Dell với bang yêu cầu họ phải trả lại các khoản khuyến khích vì không đáp ứng các điều kiện, và họ đã bán nhà máy ở Bắc Carolina cho Herbalife. Nhiều công việc đã được chuyển giao cho các nhà sản xuất ở châu Á và Mexico, hoặc một số nhà máy của Dell ở nước ngoài. Vào ngày 8 tháng 1 năm 2009, Dell thông báo đóng cửa nhà máy sản xuất tại Limerick, Ireland, với việc mất đi 1.900 việc làm và chuyển sản xuất đến nhà máy ở Łodź, Ba Lan.

### Các nỗ lực đa dạng hóa
Sự ra mắt của iPad của Apple đã ảnh hưởng tiêu cực đến Dell và các nhà cung cấp máy tính để bàn và máy tính xách tay khác, khi người tiêu dùng chuyển sang sử dụng máy tính bảng. Bộ phận di động của Dell không thành công trong việc phát triển điện thoại thông minh hoặc máy tính bảng, dù chạy hệ điều hành Windows hoặc Google Android. Dell Streak đã thất bại về mặt kinh doanh và đánh giá do hệ điều hành đã lỗi thời, nhiều lỗi phần mềm và màn hình độ phân giải thấp. InfoWorld cho rằng Dell và các nhà sản xuất khác coi máy tính bảng là một cơ hội ngắn hạn và đầu tư ít, chạy hệ điều hành Google Android, tiếp cận này đã bỏ qua giao diện người dùng và không đạt được sự quan tâm lâu dài từ người tiêu dùng. Dell đã đáp lại bằng cách tập trung vào các dòng máy tính cao cấp hơn, như dòng máy tính xách tay XPS, không cạnh tranh trực tiếp với máy tính bảng Apple iPad và Kindle Fire. Sự phổ biến ngày càng tăng của điện thoại thông minh và máy tính bảng thay thế cho máy tính để bàn đã khiến cho phân khúc người tiêu dùng của Dell ghi nhận thua lỗ vận hành trong Q3 2012. Vào tháng 12 năm 2012, Dell đã trải qua sự suy giảm đầu tiên trong doanh số bán hàng trong kỳ nghỉ lễ sau năm năm liên tiếp, mặc dù đã ra mắt Windows 8.
Trong ngành công nghiệp máy tính cá nhân đang suy tàn, Dell tiếp tục mất thị phần khi từ năm 2011, nó đã tụt xuống vị trí thứ ba trên thế giới, đứng sau Lenovo. Dell cùng với đối thủ cạnh tranh người Mỹ Hewlett Packard đã phải đối mặt với áp lực từ các nhà sản xuất máy tính châu Á như Lenovo, Asus và Acer, tất cả đều có chi phí sản xuất thấp hơn và sẵn lòng chấp nhận lợi nhuận thấp hơn. Ngoài ra, trong khi các nhà sản xuất máy tính châu Á đã cải thiện chất lượng và thiết kế của sản phẩm của mình - ví dụ như dòng máy tính xách tay ThinkPad của Lenovo đã chiếm được sự quan tâm của khách hàng doanh nghiệp từ Dell - dịch vụ khách hàng và uy tín của Dell đã giảm sút. Dell vẫn là nhà sản xuất máy tính có lợi nhuận cao thứ hai, chiếm 13% lợi nhuận hoạt động trong ngành công nghiệp máy tính cá nhân trong quý 4 năm 2012, sau Mac của Apple chiếm 45%, HP 7%, Lenovo và Asus 6%, và Acer chiếm 1%.
Dell đã cố gắng bù đắp cho doanh nghiệp máy tính cá nhân đang suy giảm của mình, mặc dù nó vẫn chiếm một nửa doanh thu và tạo ra dòng tiền mặt ổn định, bằng cách mở rộng vào thị trường doanh nghiệp với các dịch vụ máy chủ, mạng lưới, phần mềm và dịch vụ. Dell đã tránh được nhiều khoản giảm giá thu mua và sự thay đổi lãnh đạo đã làm đau đầu đối thủ chính của mình là Hewlett Packard. Mặc dù đã chi khoảng 13 tỷ USD để đa dạng hóa danh mục sản phẩm ngoài phần cứng, nhưng công ty không thể thuyết phục thị trường rằng nó có thể tồn tại hoặc thực hiện sự chuyển đổi trong thế giới sau PC, khi nó tiếp tục gặp sự suy giảm về doanh thu và giá cổ phiếu. Thị phần của Dell trong phân khúc doanh nghiệp trước đây đã là "hào cản" chống lại các đối thủ nhưng điều này không còn đúng khi doanh số bán hàng và lợi nhuận đã giảm mạnh.

### Mua lại năm 2013
Sau một vài tuần đồn đoán, bắt đầu từ ngày 11 tháng 1 năm 2013, Dell công bố vào ngày 5 tháng 2 năm 2013 rằng họ đã đạt được thỏa thuận mua lại trị giá 24,4 tỷ đô la, sẽ loại bỏ cổ phiếu của mình khỏi NASDAQ và Sàn giao dịch Chứng khoán Hồng Kông và chuyển thành công ty tư nhân. Reuters đưa tin rằng Michael Dell và Silver Lake Partners, được hỗ trợ bởi khoản vay 2 tỷ đô la từ Microsoft, sẽ mua lại cổ phiếu công khai với giá 13,65 đô la mỗi cổ phiếu. Thỏa thuận mua lại trị giá 24,4 tỷ đô la này được dự đoán sẽ là thương vụ mua lại có vốn đòn bẩy lớn nhất được hỗ trợ bởi vốn tư nhân kể từ cuộc khủng hoảng tài chính năm 2007. Đây cũng là thương vụ mua lại công nghệ lớn nhất từ trước đến nay, vượt qua thương vụ mua lại Freescale Semiconductor năm 2006 trị giá 17,5 tỷ đô la.
Michael Dell nhận xét về thỏa thuận mua lại vào tháng 2 rằng "Tôi tin rằng giao dịch này sẽ mở ra một chương mới thú vị cho Dell, khách hàng và các thành viên trong đội ngũ". Đối thủ cạnh tranh của Dell, Lenovo, đã phản ứng với thương vụ mua lại này, nói rằng "những hành động tài chính của một số đối thủ truyền thống của chúng tôi sẽ không làm thay đổi triển vọng của chúng tôi một cách đáng kể."
Tháng 3 năm 2013, Blackstone Group và Carl Icahn thể hiện sự quan tâm trong việc mua lại Dell. Tháng 4 năm 2013, Blackstone rút lại đề nghị của họ, trích dẫn sự suy giảm kinh doanh. Các công ty vốn riêng tư khác như KKR & Co. và TPG Capital từ chối đệ trình các đề nghị thay thế cho Dell, trích dẫn thị trường không chắc chắn cho máy tính cá nhân và áp lực cạnh tranh, vì vậy "cuộc chiến đấu mở rộng" không bao giờ diễn ra. Các nhà phân tích cho biết thách thức lớn nhất đối với Silver Lake sẽ là tìm ra một "chiến lược thoát" để tạo lợi nhuận từ đầu tư của mình, đó là khi công ty sẽ tổ chức một đợt IPO để niêm yết công khai trở lại, và một người cảnh báo "Nhưng ngay cả khi bạn có thể có giá trị doanh nghiệp 25 tỷ đô la cho Dell, việc thoát ra sẽ mất nhiều năm."
Tháng 5 năm 2013, Michael Dell đã tham gia cùng Hội đồng quản trị của mình để bỏ phiếu cho đề nghị mua lại. Tháng 8, ông đã đạt được thỏa thuận với ủy ban đặc biệt trên Hội đồng quản trị với giá 13,88 đô la mỗi cổ phiếu, tăng lên từ giá 13,75 đô la cộng với một cổ tức đặc biệt là 13 xu, cũng như một thay đổi về quy định bỏ phiếu. Đề nghị tiền mặt 13,88 đô la (cộng với cổ tức 0,08 đô la cho quý tài chính thứ ba) đã được chấp nhận vào ngày 12 tháng 9 và hoàn tất vào ngày 30 tháng 10 năm 2013, chấm dứt sự tồn tại của Dell trên thị trường công khai trong 25 năm.
Sau việc mua lại, Dell tư nhân mới đã cung cấp Chương trình Tách rời Tự nguyện dự kiến giảm số lượng nhân viên lên đến 7%. Sự đón nhận của chương trình vượt quá mong đợi đến mức Dell có thể bị buộc phải tuyển dụng nhân viên mới để bù đắp cho số lượng nhân viên giảm đi.

### Lịch sử gần đây
Vào ngày 19 tháng 11 năm 2015, Dell, cùng với ARM Holdings, Cisco Systems, Intel, Microsoft và Đại học Princeton, thành lập OpenFog Consortium để thúc đẩy quyền lợi và phát triển trong lĩnh vực fog computing (tính toán mờ).

#### Mua lại EMC
Vào ngày 12 tháng 10 năm 2015, Dell Inc. thông báo ý định mua lại EMC Corporation bằng thỏa thuận trả tiền mặt và cổ phiếu trị giá 67 tỷ đô la, được coi là thương vụ mua lại lớn nhất trong lĩnh vực công nghệ. Theo thỏa thuận này, Dell sẽ tiếp quản 81% cổ phần của EMC tại công ty điện toán đám mây và ảo hóa VMWare. Đây sẽ là một sáp nhập theo chiều dọc đáng chú ý khi kết hợp các lĩnh vực kinh doanh máy chủ doanh nghiệp, máy tính cá nhân và di động của Dell với lĩnh vực lưu trữ doanh nghiệp của EMC. Dell sẽ trả 24,05 đô la cho mỗi cổ phiếu EMC và 9,05 đô la cho mỗi cổ phiếu tracking stock của VMware.
Cách đây hai năm sau khi Dell Inc. trở lại sở hữu tư nhân, công ty tuyên bố rằng nó đối mặt với triển vọng u ám và sẽ cần một vài năm ngoài ánh mắt công chúng để xây dựng lại doanh nghiệp. Có thông tin cho rằng giá trị của công ty đã tăng gấp đôi kể từ đó. EMC bị áp lực từ Elliott Management, một quỹ hedge fund nắm giữ 2,2% cổ phiếu EMC, yêu cầu tổ chức lại cấu trúc "Liên minh" không thông thường của EMC, trong đó các phân khúc của EMC thực tế được vận hành như các công ty độc lập. Elliott lập luận rằng cấu trúc này đánh giá thấp giá trị cốt lõi của EMC trong lĩnh vực lưu trữ dữ liệu "EMC II" và rằng sự cạnh tranh ngày càng gia tăng giữa EMC II và các sản phẩm của VMware làm mờ đánh giá của thị trường và gây trở ngại cho cả hai công ty. The Wall Street Journal ước tính rằng vào năm 2014, Dell có doanh thu 27,3 tỷ đô la từ máy tính cá nhân và 8,9 tỷ đô la từ máy chủ, trong khi EMC có 16,5 tỷ đô la từ EMC II, 1 tỷ đô la từ RSA Security, 6 tỷ đô la từ VMware và 230 triệu đô la từ Pivotal Software. EMC sở hữu khoảng 80% cổ phiếu của VMware. Thỏa thuận mua lại đề xuất sẽ duy trì VMware như một công ty riêng biệt, được nắm giữ thông qua một loại cổ phiếu theo dõi mới, trong khi các phần còn lại của EMC sẽ được sáp nhập vào Dell. Sau khi thỏa thuận mua lại hoàn thành, Dell sẽ lại công bố kết quả tài chính hàng quý, sau khi đã ngừng công bố từ khi trở thành công ty tư nhân vào năm 2013.
Công ty kết hợp dự kiến sẽ tập trung vào các thị trường kiến trúc scale-out, cơ sở hạ tầng hội tụ (converged infrastructure) và đám mây riêng tư (private cloud computing), tận dụng ưu điểm của cả EMC và Dell. Một số nhà bình luận đã đặt câu hỏi về thỏa thuận này, với FBR Capital Markets cho rằng mặc dù nó rất phù hợp với Dell, nhưng đó là "một kịch bản ác mộng thiếu sự cộng sinh chiến lược" đối với EMC. Fortune cho biết rằng có nhiều điều mà Dell thích trong danh mục của EMC, nhưng "liệu tất cả có đủ để giải thích hàng tỷ đô la cho gói hàng trọn vẹn? Có lẽ không." The Register đưa tin về quan điểm của William Blair & Company rằng thỏa thuận này sẽ "thay đổi bảng cờ cụ thể của công nghệ thông tin hiện tại", buộc các nhà cung cấp cơ sở hạ tầng công nghệ thông tin khác phải cải cách để đạt được quy mô và tích hợp dọc. Giá cổ phiếu VMware giảm 10% sau thông báo, làm giảm giá trị thỏa thuận xuống khoảng 63-64 tỷ USD thay vì 67 tỷ USD ban đầu được báo cáo. Các nhà đầu tư chủ chốt hỗ trợ thỏa thuận ngoài Dell còn có Temasek Holdings của Singapore và Silver Lake Partners.
Vào ngày 7 tháng 9 năm 2016, Dell hoàn thành việc sáp nhập với EMC, bao gồm việc phát hành 45,9 tỷ USD trái phiếu và 4,4 tỷ USD cổ phiếu thông thường. Khi đó, một số nhà phân tích cho rằng việc Dell mua lại Iomega có thể gây thiệt hại đối với mối quan hệ đối tác LenovoEMC.
Vào tháng 7 năm 2018, Dell thông báo ý định trở lại là một công ty niêm yết bằng việc chi trả 21,7 tỷ USD bằng tiền mặt và cổ phiếu để mua lại cổ phần của mình trong VMware, đề xuất cho cổ đông khoảng 60 cent trên đô la cho mỗi cổ phần trong giao dịch. Vào tháng 11, Carl Icahn (sở hữu 9,3% cổ phần của Dell) kiện công ty vì kế hoạch trở lại công khai. Do áp lực từ Icahn và các nhà đầu tư hoạt động khác, Dell đã đàm phán lại thỏa thuận, cuối cùng đề xuất cho cổ đông khoảng 80% giá trị thị trường. Như một phần của thỏa thuận này, Dell trở lại là một công ty niêm yết, với doanh nghiệp máy tính gốc của Dell và Dell EMC hoạt động dưới tên gọi Dell Technologies - công ty mẹ mới được thành lập.
Sau khi hoàn tất việc sáp nhập, Dell đã được tổ chức lại với một công ty mẹ mới là Dell Technologies; các doanh nghiệp dành cho người tiêu dùng và máy trạm của Dell được gọi nội bộ là Nhóm Giải pháp Khách hàng Dell, và là một trong ba đơn vị kinh doanh chính của công ty cùng với Dell EMC và VMware.
Vào tháng 1 năm 2021, Dell thông báo doanh thu 94 tỷ USD và lưu chuyển tiền mặt hoạt động 13 tỷ USD trong năm 2020.

### Dell và AMD
Khi Dell mua lại Alienware vào đầu năm 2006, một số hệ thống của Alienware được trang bị chip AMD. Vào ngày 17 tháng 8 năm 2006, một thông cáo báo chí của Dell cho biết bắt đầu từ tháng 9, các máy tính để bàn Dell Dimension sẽ sử dụng bộ vi xử lý AMD và sau đó trong năm đó, Dell sẽ tung ra một máy chủ hai socket, bốn bộ xử lý sử dụng chip AMD Opteron, đi ngược lại với truyền thống của Dell chỉ cung cấp các bộ xử lý Intel trong các máy tính Dell.
Ngày 17 tháng 8 năm 2006, trang News.com của CNet trích dẫn CEO của Dell, Kevin Rollins, cho rằng việc chuyển sang sử dụng bộ xử lý AMD là để giảm chi phí và tận dụng công nghệ của AMD. Phó chủ tịch cấp cao của AMD trong lĩnh vực kinh doanh thương mại, Marty Seyer, cho biết: "Việc Dell mở rộng sử dụng sản phẩm dựa trên bộ vi xử lý AMD là một chiến thắng cho Dell, cho ngành công nghiệp và quan trọng nhất là cho khách hàng của Dell."
Vào ngày 23 tháng 10 năm 2006, Dell thông báo ra mắt các máy chủ mới sử dụng chip AMD - PowerEdge 6950 và PowerEdge SC1435.
Vào ngày 1 tháng 11 năm 2006, trang web của Dell bắt đầu cung cấp các máy tính xách tay sử dụng bộ vi xử lý AMD (Inspiron 1501 với màn hình 15,4 inch (390 mm)) với sự lựa chọn giữa bộ vi xử lý MK-36 đơn nhân, bộ vi xử lý Turion X2 đa nhân hoặc Mobile Sempron. Vào năm 2017, Dell ra mắt AlienWare 17. Mẫu máy này chủ yếu dựa trên hệ thống NVIDIA GeForce GTX 1080.

### Dell và Linux trên máy tính để bàn
Vào năm 1998, Ralph Nader đã yêu cầu Dell (và năm OEM lớn khác) cung cấp các hệ điều hành thay thế cho Microsoft Windows, đặc biệt là bao gồm Linux, với "sự quan tâm đáng kể". Có thể là tình cờ, Dell đã bắt đầu cung cấp các hệ thống laptop chạy Linux không "đắt hơn so với các đối tác chạy Windows 98" vào năm 2000, và sớm mở rộng, Dell trở thành "nhà sản xuất lớn đầu tiên cung cấp Linux trên toàn bộ dòng sản phẩm của mình". Tuy nhiên, vào đầu năm 2001, Dell đã "giải thể đơn vị kinh doanh Linux của mình."
Ngày 26 tháng 2 năm 2007, Dell thông báo rằng họ đã bắt đầu một chương trình để bán và phân phối các máy tính với hệ điều hành Linux được cài đặt sẵn như một sự lựa chọn thay thế cho Microsoft Windows. Dell cho biết rằng phiên bản SUSE Linux của Novell sẽ xuất hiện trước. Tuy nhiên, vào ngày tiếp theo, Dell thông báo rằng thông báo trước đó của họ liên quan đến việc chứng nhận phần cứng đã sẵn sàng hoạt động với Novell SUSE Linux và Dell không có kế hoạch bán các hệ thống được cài đặt sẵn Linux trong tương lai gần. Ngày 28 tháng 3 năm 2007, Dell thông báo rằng họ sẽ bắt đầu giao hàng một số máy tính để bàn và máy tính xách tay được cài đặt sẵn Linux, mặc dù không đưa ra thông tin về bản phân phối Linux cụ thể hay phần cứng nào sẽ dẫn đầu. Ngày 18 tháng 4, xuất hiện một báo cáo cho biết Michael Dell sử dụng Ubuntu trên một trong các hệ thống cá nhân tại nhà. Ngày 1 tháng 5 năm 2007, Dell thông báo rằng họ sẽ phân phối bộ phân phối Linux Ubuntu. Ngày 24 tháng 5 năm 2007, Dell bắt đầu bán các mẫu máy tính xách tay, máy tính giá rẻ và máy tính cao cấp được cài đặt sẵn Ubuntu Linux 7.04:
Ngày 27 tháng 6 năm 2007, Dell thông báo trên blog Direct2Dell của họ rằng họ định kế hoạch cung cấp nhiều hệ thống được cài đặt sẵn trước (các máy tính để bàn và máy tính xách tay mới Dell Inspiron). Sau khi trang web IdeaStorm ủng hộ mở rộng gói sản phẩm này ra khỏi thị trường Mỹ, Dell sau đó thông báo về việc tiếp thị quốc tế hơn. Ngày 7 tháng 8 năm 2007, Dell chính thức thông báo rằng họ sẽ cung cấp một máy tính xách tay và một máy tính để bàn tại Vương quốc Anh, Pháp và Đức với Ubuntu "được cài đặt sẵn". Tại Hội nghị và Triển lãm LinuxWorld 2007, Dell thông báo kế hoạch cung cấp SUSE Linux Enterprise Desktop của Novell trên một số mẫu máy tính ở Trung Quốc, "được cài đặt từ nhà máy". Ngày 30 tháng 11 năm 2007, Dell báo cáo đã giao hàng 40.000 máy tính chạy Ubuntu. Ngày 24 tháng 1 năm 2008, Dell tại Đức, Tây Ban Nha, Pháp và Vương quốc Anh ra mắt một chiếc laptop thứ hai, XPS M1330 với Ubuntu 7.10, với giá từ 849 euro hoặc 599 Bảng Anh trở lên. Ngày 18 tháng 2 năm 2008, Dell thông báo rằng Inspiron 1525 sẽ có Ubuntu như một hệ điều hành tùy chọn. Ngày 22 tháng 2 năm 2008, Dell thông báo kế hoạch bán Ubuntu tại Canada và khu vực Latin. Từ ngày 16 tháng 9 năm 2008, Dell đã giao hàng cả phiên bản Dell Ubuntu Netbook Remix và phiên bản Windows XP Home của Inspiron Mini 9 và Inspiron Mini 12.Tính đến  năm November 2009, Dell đã giao các phiên bản laptop Inspiron Mini với Ubuntu phiên bản 8.04.
Đến năm 2021, Dell vẫn tiếp tục cung cấp một số mẫu laptop và máy trạm được cài đặt sẵn hệ điều hành Ubuntu Linux, dưới tên gọi "Developer Edition".

## Các sản phẩm
- Máy tính xách tay
- Pocket PC
- Máy tính bàn
- Màn hình máy tính
- Chip xử lý

## Tranh cãi

### Rút hoạt động tại Nga
Ngày 27/8, tập đoàn Dell Technologies Inc của Mỹ thông báo đã ngừng mọi hoạt động tại Nga sau khi đóng cửa văn phòng vào giữa tháng 8 này. Đây là tập đoàn mới trong danh sách ngày càng các công ty phương Tây rút hoạt động tại Nga
Trước đó, vào tháng 2, Dell đã quyết định không bán, cung cấp dịch vụ hoặc hỗ trợ các sản phẩm tại hai quốc gia là Nga và Belarus.